# 女王騎士物語
『女王騎士物語』（じょおうきしものがたり、Saga of QueenKnight）は、下村トモヒロによる日本の漫画作品。『月刊少年ガンガン』（スクウェア・エニックス）2003年8月号より2007年12月号まで連載された。コミックス全12巻。略称は「女王騎士」「女王」。コンピューターRPG風のファンタジー漫画となっている。

## あらすじ
トアル村に住む少年エルトは幼い頃、パレードで見かけたアルシリア国の王女アルマに一目惚れした。それ以来、その騎士の中でも最高峰の騎士「女王騎士（クイーンナイト）」を目指すことを決意する。しかし女王騎士を騙り、略奪をしていた山賊に襲われた際に本物の女王騎士ジークに出会い、自分との実力の差を知ってしまう。それでも女王騎士になること諦めず7年後、騎士公募試験のチラシを見つけ村人たちの励ましを背に旅立つ。それが自分の宿命と露知らずに…

## 登場人物

### アルシリア王国

#### 主要人物
エルト＝フォーエンハイム
- 聖騎装:女王の剣（クイーン・セイバー）の形状は、身の丈2倍近い大きさの大型の大剣、光弾の篭手（ブリューナク）『双頭竜（アルトロン）』、俊足の具足（セブンリーグブーツ）等
- 必殺技:「超エルト斬り」「超エルト突き」「超エルト斬り～正義執行（ジャスティスエクスキューション）～」「超エルト十字斬り」「火焔エルト斬り」。炎の精霊剣「フレイムセイバー」

本編の主人公。幼少の頃にパレードで見たアルマ姫に一目惚れして以来、姫を守りたい一心で女王騎士を目指すようになる。また、幼少の頃女王騎士ジークに助けられており、ジークを超える女王騎士となることを目標とするようになる。正義感が強く直情型の性格。お調子者な一面もあるが、仲間は絶対に見捨てない面倒見の良さもある。トアル村と呼ばれる田舎の出身であり、女王騎士試験に向かう途中で知り合ったルカやイージスら公爵家の人間と比べて食事のマナーなどはがさつで、彼らから教えを乞うことも多かった。ネーミングセンスに問題があり、必殺技の名称は極めて単純。爆発的な量のマナを潜在的に秘めているが、当初はマナを扱う訓練を受けていなかった為に上手く扱うことが出来なかった。
女王騎士試験では友人であったルカが魔黒騎士らに見込まれ、魔黒装を植え付けられた末に連れ去れるなど様々なアクシデントを乗り越え、なんとか合格。女王騎士就任後は、上司であるシャロン・アップルミントのお守り付での任務をこなしながら、女王騎士の一員として同合格者達と共に訓練に励んでいる。また、ジークが女王陛下殺害の罪で指名手配されていることを知り、ジークの汚名をそそぐことを決意する。また、この際に王＝道との決闘を経て光弾の篭手（ブリューナク）の使用を許可されている。また、ラリーとの戦いを経て炎の精霊剣「フレイムセイバー」を習得するなど、着実に能力を上げている。
エルムガンドで開催された世界新人騎士大会では、「騎獣に乗れない」という問題にぶつかったが、騎獣達が彼の異常な程の潜在的マナ量に怯えていたためであり、試験時に助けたリンドブルムの幼竜・ギィと再会し、騎獣とすることで克服した。しかし、大会当日早朝、魔黒装「束縛するもの（ルーラー）」に取り憑かれたファイアランスに襲われ、一瞬の隙をつかれて敗北。ギィが魔黒騎士に致命的な傷を負わされたエルムガンド公王とゼフィロートから、自らの命と引き換えに魂を受け継ぎ、激戦の末にリューガ公子を正気に戻すことに成功した。
世界新人騎士大会後、アルシリア本隊と合流する道中でルカと再会し、自国の真実を告げられる。その後は、レヴァンデインの意向によりアルマの妹・イルマを新女王として担ぎ、エルムガンド公国への侵攻を強行するブリュンヒルデ卿やイージス、キャロルも加わるアルシリア王国正規軍と対峙することとなる。このとき自分の思想に迷いを抱き始めたアルマに対しビンタし周囲を驚かせたが、アルマの迷いを振り払うきっかけになった。
最終話で父親が女王騎士、母親が聡明なマナ学者であったことが明らかになる。エルトの強力なマナは「大切なもの・愛する人を守りたい」という思いをエネルギーとしており、母親が死の間際に与えた術式に由来する。後にレヴァンデインらによる暗黒支配を打ち破るべくアルマと共に解放軍を結成。決戦後に平和を取り戻した後は解放軍の中心人物としての活動が評価されたのか女王騎士団長に就任したことがポエールの著書により記されている。
備考
女王騎士試験時の武器は、故郷の鍛冶師であるゲンさんによる最高傑作の長剣。試験合格後は、女王の剣（形状は大剣）や俊足の具足、妖精の軌跡など、複数の聖騎装を使用している。ただし、複数の聖騎装を同時に使いこなすのは苦手なようである。専用の聖騎装として、元々はジーク専用であった1対の光弾の篭手（ブリューナク）「双頭竜（アルトロン）」を使うが、経験不足の為使いこなすには至っていなかったが、終盤ではある程度使いこなし、改良型のエルトロンを中心とした武装を装備、究極の聖騎装ゼクスキャリバーを騎士の中の騎士の魂に認められ姫奪還に使用する。
ルカ＝グラム
- 魔黒装:試験時の武器は長剣。応えるもの（アンサラー）
- 必殺技:「フローニングクロス」

第3章より登場。六大公爵家の一つグラム家の子息。エルトが女王騎士試験を受けるべく王都に向かう為に搭乗した飛空挺で出会う初めての友人。女王騎士であった兄ジーク＝グラムが起こしたとされる女王殺害事件の為に、家柄は没落しており、家を再興し、また事件の真実を知るために「絶対に女王騎士になる」事を目標としていた。腕にはグラム家の証である細工の彫られた腕輪を身に付けている。女王騎士試験の二次試験中に自らのメイドであり想い人でもあるシェリーを失ったことが切っ掛けとなって魔黒騎士達に見込まれ、魔黒装の一つ「応えるもの（アンサラー）」を植え付けられ、以後その宿主となる。試験終盤で起こったカルマ＝バンニールによる虐殺を止める為に尽力した後、魔黒騎士達に連れ去られて行方不明になっていた。 その後はレヴァンデインに唆され自らも魔黒騎士となり、シェリーの再生とグラム家再興のためにマナの乱獲を行うようになる。世界新人騎士大会終了後にエルトの前に姿を現し、自分を含む魔黒騎士がアルシリアの騎士であることを明かした。魔黒騎士となってからは「応えるもの（アンサラー）」を使いこなしており、形状の変化も見受けられる。最終話でシェリーと再会、魔装具を腕ごと切り落とし己の行動の罪深さを恥じ自殺を図るも、アルマの言葉に思いとどまる。
イージス＝ブリュンヒルデ
- 聖騎装:試験時の武器・女王の剣の形状は共に長剣、見えざる障壁等。
- 必殺技:「スラストレイン」「ブリューナク・スラスト」。風の精霊剣「トルネードセイバー」

第4章から登場。六大公爵家の一つブリュンヒルデ家の嫡男でルカの友人。銀髪のロン毛が特徴。女王騎士試験中、エルトとルカは彼の家に滞在。当初は直情型のエルトとは衝突することが多かったが、一方で見捨てない面倒見の良さを持っており、後には彼のボケに対するツッコミ役になることも多くなった。突きを主体とした剣術の達人で、エルト達と共に試験に女王騎士試験に合格した後、女王騎士の一員として共に訓練・任務に励んでいた。名門の出ゆえにエルトが先に精霊剣を習得した際に嫉妬することもあったが、直後に行われた魔黒騎士の誘惑もろとも独力で跳ね除けており彼の高潔さと生真面目さをみることが出来る。
女王騎士団団長のシグルド＝ブリュンヒルデは実父。アルシリアがエルムガンド公国に宣戦布告した際は父に従い、エルムガンド侵攻軍に加わったためエルトとは袂を分かつが、5年後のクイーンキャッスル攻防戦では父の凶行を止めることを決意し、クィーンキャッスルへの扉を開いてエルト達を迎え入れ協力する道を選ぶ。名前の由来は、風の戦女神の持つ盾の名（原典ではギリシャ神話アテナの所持する盾「イージス」より）。腕にはブリュンヒルデ家の証である細工の彫られた腕輪を身に付けている。
アルマ＝A＝アルシリア
アルシリア王国の第一王女でエルトの想い人。公爵家出身のルカやイージスとは幼少の頃からの知り合いでもある。物腰は穏やかだが芯は強く、また行動力・決断力もあるため、唐突な行動で周りの人間を困らせることもしばしばある。好きなものは辛い物で、かなりの大食漢。立場上直接武器をとることは少ないが、実は上級の女王騎士に相当する実力を持っており、複数の聖騎装や地の精霊剣「グランドレイズ」、風の精霊剣「トルネードセイバー」といった上級精霊剣技をも自在に操る。女王騎士試験の二次試験時では猫耳付きの仮面を付けて顔を隠し、エルト・ルカ・イージスを試す為に3人と戦い、彼らを圧倒した。（ちなみにその際、地下水路に落下してしまい、怪我をして動けなかったところをエルトに救われているが、エルト自身はその正体が姫だということに気づいていない）。
エルトとは姫と騎士の関係を超えてはいないものの、彼の女王騎士就任後は高い信頼関係を結ぶようになる。また、エルトが姫に渡そうとしたボロボロの薔薇の花束を密かに一輪だけ花瓶に活けていたり、新人騎士大会に勝ったら自分が婚約者に選ばれるかもしれないと思っていたエルトに、「エルトが国を背負って立つ程の騎士に成長したときはそうなっていたりするかもしれない」と言うなど、彼の寄せる好意を迷惑には思っていないようである。周辺の5ヶ国の王族関係者から求婚されており、婚約者はエルムガンド公国で行われる世界新人騎士大会によって決められようとしていた。しかし新人騎士大会そのものが途中で閉会してしまい、その後アルシリア王国はレヴァンデインに事実上支配され、アルマは王室を追放される。
魔黒装の力でアルシリア王国による大陸統一を目論むレヴァンデインにとって、争いを好まないアルマの存在は邪魔であり、レヴァンデインに同調するシグルドら強硬派に正統王位継承者の証である「女王の鍵」を渡すよう迫られるが、アルマはこれを拒否。レヴァンデインは魔黒騎士を用いてアルマの抹殺も考えていたが、エルトにより阻止される。その後解放軍のリーダーとしてレヴァンデインらと戦うが、最終話にて真の魔装具を装着させられ、意識を魔王装「与えしもの（ファシネイター）」に奪われる。その後、連合軍との戦いの後に自我を取り戻し魔装具を消滅させ女王に就任する。
与えしもの（ファシネイター）
最終話に登場した最後の敵。真の魔装具を装着させられたアルマを支配したことで表出した。本作はエルトたちが「与えしもの」との決戦に赴くところで幕を引く。結末については最終巻の表紙裏に小説として記載された。

#### 従騎士
エルト＝フォーエンハイム
詳細は「#主要人物」を参照。
イージス＝ブリュンヒルデ
詳細は「#主要人物」を参照。
ジェダ＝バンニール
- 聖騎装:試験時の武器は二刀の短剣。女王の腕。
- 必殺技:「ジェノサイドカウンター」「ジェノサイドスラッシャー」「ジェノサイドクラッシャー」氷の精霊剣「アイシクルセイバー」「アイスジェノサイド」

六大公爵家の一つバンニール家の次男。公爵家繋がりでルカやイージスとは幼馴染の関係。兄・カルマが優秀過ぎる為に劣等感が強く、兄や父に認められるため、手段を選ばず女王騎士になろうとしていた。そのためか当初の言動は荒んでおり、エルト達を妨害しようともした。グラム家のメイドであるシェリーに想いを寄せており、グラム家の没落後は家から解雇されたシェリーを自らのメイドとして雇っていた。しかし、ジェダは彼女に対してかなりぞんざいに扱っており、またジェダがルカへの試験の妨害をシェリーに指示したことから決別されている。試験中、魔黒騎士達によって魔黒装の一つ「刈りとる刃（ハーヴェスター）」の宿主となるものの、兄カルマを襲撃した際にこれを奪われ、さらに返り討ちにあう。その後は重傷の身ながらかつて敵対していたエルトらと共にカルマによる虐殺行為を止めることに尽力する。ジェダは魔黒装の意に反してカルマ以外の試験参加者のマナの乱獲に興味を示さなかったため、結果的に魔黒騎士となることはなかった。
試験後意識不明の重体で入院していたが、退院後、女王騎士団入団追試に合格して女王騎士になった。兄と離れた場所で仲間を得たことが良かったのか、合格後は人格的にも落ち着き、女王騎士として周囲にも馴染んだ。いわゆる「ツンデレ」でもあり、右手を負傷したエルトに、自身の聖騎装である女王の腕を貸そうとしたが、素直に「貸してやる」と言えず、結局最後まで貸すことができなかった。また、世界新人騎士大会当日には、何時まで経っても現れないエルトに業を煮やし、やむを得ず聖騎装を使用してエルトに変身し、自身の騎獣ジェットバンニールを駆って開会式に登場した。大会後、アルマ姫を追ってきた兄・カルマと対峙するも、惨敗。とどめをさされそうになるが、間一髪、王都から飛来した六大聖騎装"絶槍斧"ヴァンニエルに助けられた。なお、兄に対しての劣等感を持ってはいるが、それは兄が優秀すぎる故であり、ジェダ自身も六大公爵家として恥ずかしくない実力を持っており、時期が不明ながら氷の精霊剣を習得している。ちなみに、小さい頃は兄弟仲は悪くなかったが、仲が悪くなった原因は作中では明らかにはならなかった。最終決戦で兄の死に涙を流す。
キャロル＝ルナハイネン
- 聖騎装:試験時の武器は刃付きチェーンクロスにもなる仕込み日傘。女王の剣の形状はガリアンブレード（鎖部分はマナエネルギー）。専用聖騎装として鞭「イクステンドテイル」を使い、女王の剣との二刀流で敵を打ち倒す。

六大公爵家の一つルナハイネン家の一人娘。公爵家繋がりでルカやイージスとは幼馴染の関係。エルト達を「犬」「血統書付き（の犬）」と呼ぶなど、かなり気の強いお嬢様だが、根は優しい。腕にはルナハイネン家の証である細工の彫られた腕輪を身に付けている。エルト達と共に試験に合格、女王騎士の一員として訓練・任務に励む。思い込んだら純情一直線な一面があるようで、女王騎士試験中にエルトに助けられた時から彼のことが気になっており、エルトの言葉を勘違いして一晩中彼が来るのを待っていたりした。なお、母親は将軍のスカーレット＝ルナハイネン。父親は未登場だが母曰く、エルトに似ているらしい。料理が絶望的に下手だが本人は自覚がない。嫌いな食べ物はブロッコリー。
最終章ではエルムガンド公国侵攻軍に参加。レヴァンデインにより母親を人質に取られ、エルト達と戦うも、母親の犠牲により自由の身となってエルト達と行動するようになる。
ピエール＝フォン＝キゾーク
- 聖騎装:試験時の武器は長剣、現在は女王の腕。
- 必殺技:「ミッドナイトピエール」

第3章から登場。キゾーク家の子息。エリート学校である「貴族騎士学校<ナイトアカデミー>」の出身。従弟のポエール、パエールと揃って女王騎士試験を受けに王都に向かう飛空挺に搭乗中、エルトとルカに出会う。当初は従弟ら3人とも臆病だったが、徐々にエルトに感化されていき、ルカやイージスとも親交を深めていく。貴族騎士学校の頃からクリスに好意を抱いているが、クリスからはライバルとしてしか見られていない。
3従兄弟の中では最後まで試験に残っていたが、試験終盤で起こったカルマ＝バンニールとの戦いの際、エルトの為に身を挺してカルマにスキを作ろうとした。試験後は意識不明の重体で病院に入院するが、退院後には女王騎士団入団追試に合格して女王騎士になった。尚、3従兄弟が揃えば「トライアングルキゾーク」なる必殺技が使えるらしい。実際に剣を取り闘う描写が殆ど無いため実力が分かりにくいが、至近距離からのクリスの不意打ちを相殺したところから反射神経はかなりのものと推測される。クリスと共に、エルムガンド公国侵攻軍に参加していたが、後に従弟らと共にエルト達と合流。エルトら解放軍への参加に迷うクリスの説得に一役買っている。
クリエクレステル＝クリスティン＝クリスタニア
- 聖騎装:試験時の武器は十字槍（クロススピアー）。女王の剣の形状は波型の刃を持つ片手剣。専用聖騎装としては弓「タスラムアロー」→「タスラムアロー改」

愛称は「クリス」。エルト達と共に試験に合格、女王騎士になった眼鏡の女性で、女性従騎士の中では唯一の貧乳。ピエールの貴族騎士学校の級友で、二次試験時には彼とコンビを組んだ。委員長タイプで、キレると怖い。指揮能力も高く、試験中のカルマ＝バンニールとの闘いの際は他のメンバーに的確な指示を送っていた。けして大家とは言えない地方貴族の家に育つ。貴族騎士学校時代は特待生授業料免として入学、周りに自分を認めさせる為の努力を怠らず、常に上位成績を修め続け、首席で学校を卒業した。そのせいか、他人を信じずに利用しようとしたり、自分が常にリーダーシップを取ろうとするようになってしまった為、女王騎士になってからも協調性のなさから周囲との軋轢が絶えなかった。しかしエルト・キャロルと組んだ任務を通し、単独で動いたことで危機に陥ったが仲間に助けてもらい、任務を達成できたことから仲間の重要性に気づき始めた。最終章ではピエールと共にエルムガンド公国侵攻軍に参加していたが、ピエールの説得もあり、エルトやアルマが率いる解放軍に参加する。
ジョニー＝C＝パッド
- 聖騎装:日本刀状の女王の剣

エルト達と共に試験に合格、女王騎士になった男。飄々とした人物で、エルトら新人従騎士の中での兄貴分的存在。普段は和服を着ている。女性の扱いに慣れていて、アルマ姫に会いに行こうとするエルトに対して助言をしたり、事前にアルマ姫の侍女を口説いて姫のスケジュールについての情報を得ていた。また番外編では店の裏で店員の女性を口説いている。数年前に全国修行の旅をしていた際に、ヤパーナの巫女姫（サクヤ姫）と何かあったらしい（噂ではサクヤとは恋仲であったが、その後ジョニーは再び旅に出てしまい、サクヤはそれ以降男性不信となり同性愛者となったとされる）。戦闘能力は従騎士の中でもかなり高いらしく、新人選抜トーナメントではイージスを初戦で破り、決勝戦まで勝ちあがっている。
ヤパーナの騎士アスカとも面識があり、最終章でエルムガンド公国侵略軍として派遣された際は、戦闘に参加するふりをして脱走を謀ったが、負傷したアスカを見て、アルシリアに拘束されたサクヤの救出に尽力した。最終話ではヤパーナの騎士としてエルトらの解放軍に協力。試験時の武器は日本刀。女王の剣の形状も日本刀になっているところから、ヤパーナの血を多く身に宿していることがうかがえる。
イヌヲ＝リフティン
- 聖騎装:槍状の女王の剣。ウイングラップ。

エルト達と共に試験に合格、女王騎士になった少年。ヤパーナ出身だが父親はアルシリア人。槍使い。笑顔を絶やさない明るい性格で、エルトとも仲が良い。王都に来た際、入国して3分で財布をスラれてしまうが、カヅキに助けられた。以来彼女に好意を持ち、何度も告白するが、カヅキが鈍感なせいで答えてもらえなかったが、新人選抜トーナメントでの対戦を切っ掛けに少しだけ距離が近づいた。単行本第11巻のおまけにて父親・ジャッカルも女王騎士でジークと面識があったことが明かされている。試験時の武器は槍で、クイーンセイバーの形状も槍。
カヅキ＝チナン
- 聖騎装:女王の剣の形状は拳に装着するガントレット。光弾の篭手。
- 必殺技：「ブリューナクパンチ」

エルト達と共に試験に合格、女王騎士になったショートヘアの少女。九州弁に似た言葉で喋る。エルトとも仲が良い。格闘術の使い手。王都でまんじゅう屋を経営している商家・チナン家の娘。チナンまんじゅうが大好物で、一度にとんでもない量を食べる。性格は天然ボケ。強い男が好き。
ナガシゲ＝ナガムネ
- 聖騎装:擬人化実態型剣

エルト達と共に試験に合格、女王騎士になった人物。身長が異常に小さい上に常に空中に浮いており、人間かどうか怪しいところがある。実は「妖精の呪い」を受けており、人間離れした姿と陽気な性格は、その呪いによるもの。真の姿は冷静沈着な長髪の美青年で、「B・K」と名乗る。あらゆる呪いを打ち消す月のマナの結晶「月光晶（ムーンストーン）」の力で呪いを解く為、エルトと共に魔境に向かう。結果、「月光晶」は手に入れたが、呪いを解く事は諸事情で断念。だが、この一件を通じて、エルトに一目置くようになる。妖精の呪いによって空中浮遊や高速移動、衝撃波を宿した掌底などの人間離れした技を習得していて、戦闘スタイルの分類は不可能。カルマの暴走時初めに彼に反撃の一撃を与えたことなどから、ユニークな外見に反して戦闘能力は高い。
最終話において六大公爵家のカミュルニーク家の嫡男・ベルカイン・カミュルニーク（B・Kの偽名はイニシャルからきている）であることが明らかになる。呪いを解いたうえで六大聖騎装を纏い、エルトらの解放軍に協力する。
ナイアス＝ハーヴェイ
- 聖騎装:全身鎧聖騎装備。千里眼。

エルト達と共に試験に合格、女王騎士になった全身甲冑の人物。常にフルフェイスの兜を被っているので素顔は不明。長らく性別、年齢はおろか人間なのかどうかも描写されてこなかったが、その正体は魔法人造人間マナボーグで、マナボーグ部隊の隊長を務めているらしき少女であることが判明している。アルシリアのエルムガンド侵攻に疑問を抱きつつも、戦う事が自分の使命と感じて戦いに参加するが、エルトとの戦いにより最後はレヴァンデインを裏切ってエルトの味方につく。六大聖騎装を扱えることから公爵家縁の人物と想像される。
アルハイム＝フォーグラー
- 聖騎装:クマヤチ戦闘時はナイフ程度の女王の剣。暴走時は手裏剣に似た女王の剣になる。
- 必殺技：「ソードダンサー（暴走時のみ）」

エルト達と共に試験に合格、女王騎士になったメガネをかけた少年。エルトら従騎士の中で最年少。マナを使って特別な人形を操る人形遣い【ドールマスター】で、熊のヌイグルミ「クマヤチ」といつも一緒に行動している。戦闘はもっぱらクマヤチが担当。人形遣いの一族の中でも秀でた力を持っており、人形ではなく人間を操る禁術を完成させる為に幼少の頃から修業を課せられた。だがその技の恐ろしさに気付いた彼の幼い心は暴走し、故郷の里を破壊させる。そのため、暴走しないようにクマヤチの中にはアルハイムの魂の片割れが収められており、クマヤチが破壊されると魂が一つになって力が暴走してしまう（ただし、ドローセルマイヤーによるとアルハイム自身が心身共に強くなれば制御できるらしい）。そんな過去の経験から、人間を人形扱いする者に対して激しい怒りを抱く。
クマヤチ
アルハイムが連れている熊の縫い包み。会話も可能で、大人しく遠慮がちなアルハイムの性格とは対照的に、ハキハキとものを言い、行動力も高い。エルトをエルティと呼ぶ。元々はアルハイムが幼少の頃から愛用していたぬいぐるみで、上述の通りアルハイムが暴走した際に、魂の片割れが納められた。

#### アルシリア王家
クイーン＝アルテリーナ
アルシリア王国の女王。公式では病気で臥せっているとなっているが、実は何者か（容疑者はジーク＝グラム）に殺害され既に亡くなっていた。この事は国家最重要機密であり、この事を公にすることは罪に問われる。すべては混乱を避けるためであり、アルマ姫が女王に即位する時までこの状況は変わらない。女王殺害事件の真相は六大公爵の一人レヴァンディンによって開発された「魔装具」を纏わされた際の暴走で自我を失いそうになった際、己の殺害をジークに命じたことによるものである。
アルマ＝A＝アルシリア
詳細は「#主要人物」を参照。
イルマ＝A＝アルシリア
アルシリア王家第二王女。生来持っていた王家の力に精神が耐えられず不安定と見なされていたため、後宮に幽閉されていたが、魔黒騎士など強硬派に担ぎ出され、アルマ姫の座に成り代ろうとクーデターを起こし、他国への侵攻を開始する。ジーク曰く元は良い子だったが、魔黒装の影響で徐々に狂気へと変貌していく。エルトに対し、いささか興味を持っているような発言も見受けられる。アルシリア以外の大陸のすべての国家を征服し神聖アルシリア帝国を建国、初代女帝となる。最期はレヴァンデインによりクイーンキャッスルのコアにされ、助け出すことが不可能になったためジークに倒される。単行本第11巻のおまけで幽閉されていた幼い頃の彼女とジークの出会いが描かれており、ジークに心を許している彼女の姿が描かれている。

#### 女王騎士
グラム……北欧神話に登場する英雄ジークフリートの魔剣。
ブリュンヒルデ……戦女神（ワルキューレ）の内、最も著名な一人。
レヴァンデイン……世界樹を焼き払ったという巨人スルトの炎の剣。
ルナハイネン
カミョルニール……北欧神話に登場する最高神の息子が持つ雷を呼ぶ武器。
ジーク＝グラム
- 聖騎装:女王の剣の形状は大型の大剣。光弾の篭手。光弾の篭手『双頭竜』。

エルトが幼少の頃、彼の村が山賊に襲われた際に調査派遣されていた女王騎士。エルトの後の人生に大きな影響を与える。一見抜けているようで、しめるところはしめる実力者。ルカの実兄であり、天才騎士と称されていた。王＝道の初めての部下だった人物で、2人で数々の任務をこなしたが、女王陛下殺害の罪を着せられて以降は姿を隠し暗黒騎士を監視していた。単行本第11巻のおまけで幽閉された頃のイルマと出会っていることが明かされており、彼女からは信頼を得ていた。イルマがレヴァンデインに誑かされ女王に即位後、レヴァンデインらの凶行を止めるべくエルト達に正体を明かし仲間となるが、イルマと一体化したクイーンキャッスルを止めるために犠牲になる。
仮面の騎士
女王騎士試験終盤にエルトが魔黒装を装備した男達に襲われた時、突如現れ彼を助けた男。エルトが彼に対してジークの名を呼んでも否定しなかったこと、口調などから、その正体はジーク本人である可能性が高い。下級魔黒装使いの集う砦をたった一人で落とすなど、魔黒装勢力にとっては神出鬼没で厄介な存在と見られているようである。最終話でジーク本人だと判明。
レヴァンデイン
六大公爵家の一つ、レヴァンデイン家当主で、兵装開発部門の総括部長を務める。本作品の事実上の黒幕。自身の研究成果で世界を制する野望を持ち、アルマやキルツ＝バンニールら“穏健派”には内緒で魔黒装を開発した人物。マナボーグも彼の作品である。
副総括部長時代に魔装具の開発に反対した総括部長・ギアード博士（エルトの祖父）とその部下を殺害しようとしたが、エルトの父により阻止される。このとき負った怪我によりエルトの両親は死亡しているため、ある意味エルトにとって仇ともいえる。若く見えるが、シグルドを「ブリュンヒルデの“こせがれ”」と呼んでいることからも見た目通りの年齢でない。イルマを女王として担ぎ、魔黒装による世界統一を目指していたが、最終決戦では自身が開発したマナボーグのナイアスに裏切られ死亡。
シグルド＝ブリュンヒルデ
- 聖騎装：六大聖騎装（グラン・エンチャントギア）“天翼剣”ブリュンヒルド。

女王騎士団の団長であり、イージスの父親。高い権力を持つ者でありながら力や身分には執着しない性格。様々な公爵家の人間がアルマに婚約を勧めた時も、彼だけはアルマの身を案じて婚約について反対していた。言動からハト派と思われがちだが、実際には強硬派であり、レヴァンデインらと共にイルマ姫と担ぎエルムガンドへの攻撃を指揮した。その際「束縛するもの（ルーラー）」の宿主となったが、以前からの知己のような言動もしている。国や王家に対する忠誠は本物で、彼自身はあくまでアルマが自身の方針に賛同してくれる事を望み、レヴァンテインがクイーンキャッスルの主砲でエルトをアルマごと葬ろうとした際には、必死に制止。攻撃後に行方不明になった際には苦い顔をしている。最期は息子であるイージスに倒され、「私は間違っていたかもしれないが後悔はない」と述べ息を引き取る。
キルツ＝バンニール
- 聖騎装：六大聖騎装（グラン・エンチャントギア）“絶槍斧”ヴァンニエル。

カルマとジェダの父親で、作戦部と諜報部をまとめる王国参謀部の参謀長を務めている。エルトたちの受けた女王騎士試験の方法を立案した人物。実力を何よりも重視し、力のない者はたとえ息子であっても認めないなど、厳格な性格。その言動から、どちらかと言えばタカ派と思われがちだったが、実際には他国との抗争を望まない穏健派を率いる立場であり、旧友のシグルド＝ブリュンヒルデがエルムガンドへの侵攻を決断した際に対立。彼と戦闘し、敗れ去る。ジェダの事を「バンニールの恥さらし」と厳しく接していたが、それは愛情の裏返しでもあり、ジェダが女王騎士試験で重傷を負った際は見舞いに来ていた。最期は“絶槍斧”ヴァンニエルをジェダに託している。
スカーレット＝ルナハイネン
キャロルの母親で、一般騎士による12の騎士団をまとめる将軍職を務める。バンニール、ブリュンヒルデ両家とはいつも張り合っている。なお、娘のキャロルと彼女のみが現在のルナハイネン家の全成員らしく分家筋の存在は不明。そのため、キャロルの婚約相手がいないことに焦り、見合いを勧めていた。ちなみに男性の好みはキャロルと同様だったらしく、夫はエルトに似た性格だった模様。最終話でキャロルをエルトと戦わせようとしたレヴァンディンに人質として捕らわれるも、娘の苦悩から救うため自害。彼女の幸せを願う母の一面をうかがい知ることができる。
王＝道（ワン＝タオ）
- 必殺技:「万里剣」「轟振突万里剣【ごうしんとつばんりけん】」

第4章から登場したサングラスをかけたスキンヘッドの女王騎士。土属性の部隊長。騎士の誇りと強さ、厳しさを併せ持った好漢。エルト達が参加した回の女王騎士試験総試験官であり、エルト達直属の上司として隊長を務める。エルトとかなり気が合い、また彼のことを気に入っている。ジーク＝グラムの元上司でもあり、ジークが汚名を着せられてからは彼を信じつつも単独で事件を追えない自身の「隊長」の立場に苦悩する。ちなみに、当時は髪も生えていた。エルムガンド公国侵攻の命令に逆らった為に拘束されるが、その後エルト達解放軍に味方するようになる。
シャロン＝アップルミント
第3章より登場。エルトが王都に向かうために乗った飛空挺に乗り合わせていた女王騎士のひとり。飛空挺が魔物に襲われた際に、当人は任務で大怪我をしていた為に戦闘できなかったのでエルトとルカに自身の女王の剣と光弾の篭手を貸し与える。飛空挺が王都に到着後、一般人に聖騎装を貸し与えた罪で拘束され、後にその罰として女王騎士になった彼のお守りを任される。
ザキヤ＝メディカール
医者兼命属性の女王騎士部隊長の女性。ドローセルマイヤーと同部隊長でもある。聖騎装と同じ原理の特殊な医療機材を扱える限られた人物。試験時の救急医。一次試験終了後や女王騎士試験終了後のエルト達を診察。常にきわどい服装なのでキャロルからは「ハレンチ女医騎士」と密かに貶されている。エルムガンド公国侵略軍に参加しているが、自分のポリシーを貫きクイーンキャッスル攻略戦にも参加。
ドローセルマイヤー
命属性の女王騎士部隊長。二次試験第二チェックポイントの試験官を務める。着物のような服を羽織り顔を布で隠している。アルハイムと同郷で、暴走した彼の力を秘術を用いて封じた過去があり、魔黒騎士シモンズとの戦闘後起こったアルハイムの暴走もそれで止めている。実力は高く、エルムガンド公国侵攻にあたっては隊長を務める女王騎士として、ゴーレムを中心とした部隊を率いている。
ルドルフ
アルマ姫御付の女王騎士。王族側仕えの親衛隊「ロイヤルガード」の一人。エルト達新人の教官も務める。豪快で屈託無く笑う、憎めないヒゲオヤジ。
テーオバルト
アルマ姫御付の女王騎士。ロイヤルガードの一人。帽子を被った長髪の男性。真面目で思慮深い性格、悪く言えばノリの悪いヒト。
マックス
アルマ姫御付の女王騎士。ロイヤルガードの一人。ツインテールの小柄な女性。
マキ
アルマ姫御付の女王騎士。ロイヤルガードの一人。長髪で細目の女性。エルト達新人の教官も務める。物静かで常に落ち着き払った女性だが堪忍袋の緒が切れた時は鬼神のごとき怒りを見せる。クイーンセイバーの形状はツインランサー。呼び名はマキの他にシラコとも呼ばれている。
なお、ロイヤルガードの4人はアルマの側近であることから魔黒装の正体やエルムガンド公国侵攻について知らされていなかった。最期はエルトとアルマ姫をブリュンヒルデ卿達から逃がすために奥義スクウェア＝フェニックスを発動し犠牲となる。
デューク＝コングラッチレーション
一次試験官の一人。王＝道の部下で、上司に対してもとても生真面目な性格の持ち主。最終話ではエルトの解放軍に参加している。
アイナ＝キングオブキングス
一次試験官の一人で王＝道の部下。意外と軽い性格のおっとりとした女性。華奢な体つきだが力は強いらしく、一次試験会場では激高したジェダの手を軽く片手で取り押さえている。最終話ではエルトの解放軍に参加している。
ポッピヤー＝ポッピヤー7世
一次試験官の一人。王＝道の部下で女王騎士ながらかなりの太っちょ。最終話ではエルトの解放軍に参加している。
ペルーソ＝ナダブル
女王騎士試験受付試験の試験官。細目の男性で怒ったり驚いたりした時に眼が開く。普段は冷静な性格だが、戦場に来ると好戦的な本性が出る。
ハイン＝アエグリン
二次試験第一チェックポイントの試験官。眼鏡をかけた男。エルムガンド公国侵攻軍に参加している。ペルーソに比べて冷静な性格。
エルトの父
フルネーム不明。女王騎士に所属し任務に就いていたが、義父やその部下・妻が殺害されそうになったために身を盾にして彼らを脱出させた。
エルトの母
フルネーム不明。前途有望なマナ学者として将来を期待されていたが、レヴァンディンの策略による襲撃で致命傷を負う。死の間際に想いを力に変える術式を赤子のエルトに託し、「愛する者を守れるように強くなるように」と願った。息子の黒髪は母親譲りである。

#### トアル村の人々
エルトの出身地でアルシリアの辺境にある小さな村。後に、かつて聖騎装具の開発を担当していたエンチャント＝ギアード博士とその部下達がレヴァンデインから逃れて住みついた村であることが明かされる。
じーちゃん
エルトの祖父。なぜか女王騎士関連の書籍を多数所有する。その正体は聖騎装具の開発部門総括部長・エンチャント＝ギアード。魔装具の開発に反対したために副部門長であるレヴァンディンに殺されそうになる。亡き娘夫婦の忘れ形見であるエルトと暮らしていたが、アルシリア王国の危機にかつての部下たちと共にエルト達に助力する。
ユラ
エルトの面倒をみてきた近所の女性。正体は総括部門長時代のエルトの祖父の部下。
ゲンさん
鍛冶屋の親父。エルトが旅立つ時には自らの最高傑作とする一振りの剣を餞別に与えた。正体は総括部門長時代のエルトの祖父の部下。

#### 公爵家の使用人たち
シェリー＝トゥトゥプマ
- 必殺技:「双竜金剛棍」

没落前のグラム家で、幼い頃からルカの側仕えとして働いていたメイド。彼のためなら命すら賭けられるほど想っている。病床の母がおり、その治療のため没落後、銃の腕を買われてバンニール家のジェダに仕えるようになる。ギターケースに仕込まれた狙撃銃とトンファーの使い手で、トンファーの一撃は岩の床を砕く威力を持ち、また狙撃の腕も高い。女王騎士一次筆記試験前には、ジェダの命令でエルト達に睡眠弾を盛った。ルカの説得後、自らの罪を悔い、その試験妨害を申告しに行こうとしたが、エルト達はこれを許し、さらにイージスの計らいでグラム家再興までブリュンヒルデ家で雇われることを約束される。二次試験ではエルト達に同行するものの、ルカを襲った魔物の攻撃を代わりに受け、崖の下に転落。この出来事は、ルカが魔黒装の宿主となるきっかけとなる。
レヴァンデイン卿はこれを利用し、ルカに対しシェリーは崖の下に転落した際に死亡したが、自らのダークマナの技術により不完全ながらも蘇生されたと説明。生き返らせるためにマナの刈り取りを指示する。しかし最終話ではこのシェリーは偽物で、レヴァンディンがルカを意のままに操る為に作成した試作型マナボーグであり、本物のシェリーは転落後ジークに助けられていたことが明らかになる。最終決戦でルカと再会し、魔黒騎士となったルカを説得する。
ちなみに名前の元ネタはミッシェル・ポルナレフのTout tout pour ma chérie（邦題は「シェリーに口づけ」）。
ヴィラ
ブリュンヒルデ家侍女。ナイフ・フォークの投擲と格闘術を使う。
ラロシュ
ブリュンヒルデ家侍女。格闘術を使う。
マドレーヌ
ブリュンヒルデ家侍女。ヴィラ、ラロシュの先輩。エルトに着替えを覗かれてしまう。作中では戦闘シーンはないが、ブリュンヒルデ流侍女棒術の使い手らしい。
フランク
ブリュンヒルデ家執事。滅殺執事拳なる格闘術を使う。

#### その他
ポエール＝フォン＝キゾーク
試験時の武器は長棒。
- 必殺技:「ビッグバンポエール」

キゾーク家の子息。従兄ピエールと同じく貴族騎士学校の出身。女王騎士試験一次筆記試験では、シェリーに睡眠弾を撃ち込まれ、筆記試験で眠りこけてしまう（ジェダはルカに対して睡眠弾を撃ち込むよう指示していたが、誤ってポエールに命中した）。さらにその後の体力試験ではジェダに敗れてしったことで、結果一次試験で不合格となった。酒には弱い。最終巻のおまけページで「女王騎士物語」は彼の伝記であったと思わせるような記述がある。
パエール＝フォン＝キゾーク
試験時の武器は長剣。
- 必殺技:「ファンタスティックパエール」

キゾーク家の子息。従兄ピエールや兄ポエールと同じく貴族騎士学校の出身。マリアンヌという恋人がおり、懐には彼女の写真が入っている。女王騎士試験二次試験中盤に足を怪我したが、エルトとイージスの助けによって第二チェックポイント入口まではたどり着く。しかしそこで入口通過に手間取っていたエルトを助けた後、エルトに解毒剤の精製素材を渡してリタイアする。試験終了後、エルトと病院で再会した。
ウンコプ＝リプリー
リプリー子爵家の青年で女王騎士入団試験の参加者。とぐろを巻いた独特の髪型が特徴。一次試験で存在感を発揮し、エルトからも「目が離せない」と評されていたが、その後は活躍の場に恵まれず、二次試験は通過できなかった。最終話ではウンコプらしき髪型の人物がエルトらの軍に加わっている姿が確認できる。
ナーガ・スチル
エルトとナガシゲが月光晶採取任務に当たった際、探索先の魔境で出会った少女。軽装でゴーグルをかけている。自らをトレジャーハンターの「ナガコ」と名乗るが、その正体は幾多の町や村を襲った蛇女（ラミア）で、指名手配されている。しかし、蛇女の姿も、町を襲うのも彼女の意思では無く、全てはナガシゲと同様「妖精の呪い」によるもので、満月の光を浴びている間だけは元の姿で自我を保てる。エルトには月光晶を探す目的を「妹が呪いにかかった」と話したが、無論、真の理由は自らの呪いを解くためであった。一時はエルトとナガシゲの争いにまぎれて月光晶を手に入れ逃走しかけるが、雲によって月が隠れたせいで妖精の呪いが発動、意識を奪われ蛇女となってエルトとナガシゲに襲い掛かる。その後気絶させられたところでナガシゲの立会いのもと、エルトが彼女に月光晶を使ったことで呪いを消し去った。ナガシゲ本来の姿に好意を抱いている。

#### 魔黒騎士（ダークナイト）
ルカ＝グラム
詳細は「#主要人物」を参照。
カルマ＝バンニール
- 魔黒装:試験時の武器は斧槍。刈りとる刃（ハーヴェスター）
- 必殺技:名称不明の黒い氷塊の中に標的を閉じ込める技

六大公爵家の一つ、バンニール家の長男であり、ジェダの兄。歴代六大公爵家始まって以来の天才と称される人間で、エルト達が受けた回の女王騎士試験合格最有力候補と言われていた。「強さ」のために女王騎士になろうとしていたが、魔黒装の力を知り、弟・ジェダが装備していた魔黒装「刈りとる刃（ハーヴェスター）」を奪い、以後その宿主となる。この時にバンニールの証である細工の彫られた腕輪も捨てている。女王騎士試験終盤、奪い取った魔黒装の力で周囲にいた試験参加者を殺害。エルトを含め生き残った試験参加者の手で撃退されるものの、身柄は魔黒騎士に回収され、その後はルカと共に行方不明となっていた。世界新人騎士大会にて再び姿を現し、ルカと共にリューファイナル公王を強襲して、瀕死の傷を負わせる。大会終了後には、ジェダと一騎討ちになったが、圧倒的な実力差で、完膚なきまでに叩きのめす。再戦ではわずかな差で敗れ、死の間際に何かを伝えたが、どの様な言葉を交わしたか真相は闇の中である。
イゥエン＝ヨアキム
- 魔黒装:名称不明の巨大な鎌のような魔黒装
- 必殺技:「アポカリプスエッジ」

魔黒騎士の一員。シモンズと共に女王騎士試験を監視し、ルカらに魔黒装を受け付けた張本人。性格は狡猾ながら冷静。仮面の騎士（ジーク）とは因縁がある。巨大な鎌の形状をした魔黒装を操る。また、ある程度魔術の心得もあるらしい。
魔装具に固執し、レヴァンデインがエルトらによって倒された後も諦めず、アルマを攫って魔装具を植え付ける。アルマの魔王装が破壊されてからは最期の暗黒騎士となってしまい、自らの命を犠牲にして暗黒彗星を呼び覚ました。
シモンズ＝マクドール
- 魔黒装:送葬手（コンダクター）
- 必殺技:「ダークネススライサーロンド」

魔黒騎士の一員。少年のような容姿で、巨大な手甲型の魔黒装「送葬手」をまとう。優れた人形遣い（ドールマスター）だが、性格は子供っぽく、かつ冷酷で残忍。人をオモチャのように弄び、操る事を好む。自分の手を汚す事は嫌いで、戦闘は他人や自分が操る人形に任せる。魔術で不死魔物（アンデッド）を召喚したり、「送葬手」の能力を使って人形や死体、果ては意識を持った人間さえも自在に操る。操られた人間は気絶したり、腕や足の骨が折れても戦い続ける。 本来の力に覚醒したエルトに敗れて敗走し最期はクイーンキャッスル内での総力戦でアルハイム、ジョニー、イヌヲ、貴族3人衆らによって倒されるがそれだけの実力は見てとれる。
ヴァレリー＝ゼノビアス
- 魔黒装:名称不明の具足型の魔黒装。

魔黒騎士の一員。具足型の魔黒装を使う女性。「拳帝」と呼ばれているギスカーン帝国の大帝を圧倒する強さを見せつける。クイーンキャッスル内でキャロル、クリス、カヅキ達に倒される。
ラリー＝ダガストル
- 魔黒装:束縛するもの（ルーラー）
- 必殺技:「絶対氷結地獄（コーキュトス）」「マナバインディング」

魔黒騎士の一員。黒い凍気（マナ）を放つ鎧型の魔黒装「束縛するもの【ルーラー】」をまとう男。かつてはマクノイス魔法皇国の魔法騎士で、王＝道のライバルだった。ある戦いによって両目の視力を失い、再び戦える力を手にするために魔黒装をまとった。気を操る魔剣術の使い手で、その力量は王の力を一時的にとはいえ封じるほど強力。エルト達との戦いの中で力を使い果たし「束縛するもの（ルーラー）」に支配されてしまうが、最後の最後で自分を取り戻した。王にかけていた術を解除し、友である王の手によって永遠の眠りにつく。
ハヤーイン、カターイン、ツヨーイン
下級の魔黒装を使う盗賊団兄弟で、ひょろり長身の男がハヤーイン、太ったヒゲ男がカターイン、小柄な男が長男のツヨーイン。ハヤーインは高速移動と飛行能力、カターインは攻撃を跳ね返す超重量級の装備、ツヨーインは二本の大剣と、1対1ならエルトと張り合えるほどの剣の腕を持つ。それぞれの弱点を補う実の兄弟ゆえのコンビネーションでエルトたちを苦しめたが、団結したエルト・キャロル・クリスによって倒される。
ブレーイン
下級の魔黒装を使う盗賊団兄弟の末の弟で、子供のように体が小さいスキンヘッドの男。彼の魔黒装は戦闘には向いていないようで、初めは侵入してきたエルト達の偵察役を担っていた。ところが三人の兄が倒された時、エルト達に復讐を誓った憎悪の念が魔黒装と反応、持ち主の倒れた三人の兄の魔黒装に取り込まれ合体し異形の怪物と化した。魔黒装に意識を支配された状態でエルト達に襲い掛かる。三兄弟との戦いの直後で疲労していたのもありエルト達は絶体絶命のピンチに陥り、終盤クリスが殺されかけたが、間一髪駆けつけた他の従騎士達に倒された。最期はルカに止めを刺され灰燼と化す。

### エルムガンド公国
リューファイナル＝エルムガンド
- 必殺技：「ファイナル公王」

エルムガンド公国公王。豪放磊落な性格で、エルトとどことなく似ている。狡猾な性格に育ってしまった息子のリューガを心配している。風の竜王種であるリンドブルムを従えたエルトを高く評価した。二人の魔黒装使いに襲われ、奥義ファイナル公王にて応戦するがまさかの敗北を喫する。エルトに発見された時、ゼフィロード共々瀕死の重傷であった。残り僅かなマナを燃やしてエルトとギィに自らの魂を受け継がせる。悪しき力に魅入られ暴走する息子を止めるべく「リューファイナルG（ゴースト）」なる魂の存在として、エルトとギィの援護をする。その後、霊体「リューファイナルゴースト」として、エルトたちに助力、愛の拳をもってリューガを更生させる。瀕死のファイアランスと我竜転生し、「リューファイナルランス」として新生。リューガを見守りつづけることとなる。
リュービューティフル＝エルムガンド
エルムガンド公国公妃。新人騎士大会会場に現れない夫・リューファイナルの代わりに大会運営を指揮する。後に列国への牽制のため、アルシリア正規軍に捕らえられた。
リューガ＝エルムガンド
- 必殺技：「ダブルストライク」

エルムガンド公国公子にしてエルムガンド竜騎士団従騎士隊隊長、新人騎士大会の代表選手でアルマ姫の婚約者候補。戦闘能力は高く、彼の愛竜「ファイアランス」との連携必殺技「ダブルストライク」は野生の巨竜を一撃で粉砕するほどである。おまけに文武両道、容姿端麗で、国民の人気も高い。以上のように表面上は完璧なプリンスだが、一方で腹黒く、卑劣な一面も持っている。世界の騎士団でも最強と目されているアルシリアの女王騎士団代表、エルト・フォーエンハイムを出場停止にするために、大会についての書簡をすり替えたり、エルトを亡き者にするために、強力な竜が現れたと言われる場所へ、騎獣を探すエルトを連れて行ったりした（しかしエルトを強襲したと思われたその竜は、かつてエルトが女王騎士団入団試験で助けたリンドブルムの幼竜であったため、逆に風竜の最上位種をエルトに紹介した格好になってしまった）。ただし、エルトとアルマの関係を見て嫉妬する姿からは、政略としてアルマ姫を狙っているのではなく、（腹黒くても）アルマ姫への想いが本物であったことがうかがえる。その後、魔黒騎士達に見込まれ、自身の愛竜ファイアランスに「束縛するもの（ルーラー）」を取り憑かせ、エルトとギィを谷底へと突き落とした。騎竜と融合し暴走状態に陥っていたが、エルトとの激戦の末に正気に戻った。父親は（一応）死亡し、母親はアルシリアに捕らわれているため現在は国を導く存在である。最終話では王と認められたようである。
ガガンガガン
エルムガンド四竜将の一人の巨漢。三つの首を持つ竜を駆ってナイアス率いるマナボーグ部隊を追い詰めるも合体攻撃に敗れる。
ベオウルフ
古くから使える古参の竜騎士。アルシリア正規軍に捕らえられた公妃を救いに向かおうとした満身創痍のリューガを止めて代わりに自身が向かう。

### ヤパーナ国
サクヤ＝ヤパーナ
海洋国家ヤパーナの巫女姫。かつて愛した男に捨てられたと思っており、以後男性を信用していない。アルマ姫の婚約者候補の中で唯一の女性。アルマ姫に対しては積極的にアプローチしている。文字を書く際には毛筆を使用。魔黒騎士により、その身柄はアルシリア軍に拘束されてしまった。その後、アルシリア軍に拘束されているところをジョニーに救出されて、最終話では、ジョニーとアスカと共に、ヤパーナ軍を率いてアルマ率いる解放軍に合流し、最終決戦に挑んでいる。
アスカ＝ヤマト
- 必殺技：「鬼哭神鳴剣」

新人騎士大会ヤパーナ国代表。「キラー（殺刃）・ヤマト」の異名を持つサムライ騎士（ナイト）。「ソードマスター（剣豪）」でもある。剣聖タケダの弟子である。主君であるサクヤに忠実な人物。
アズチ＝モモヤマ
ヤパーナのクノイチ（女ニンジャファイター）。当初予定していたエピソードが没になったため本編では単なる背景キャラクターとなる。
エド＝カマクラ
サムライに憧れ、ヤパーナに帰化したサムライナイト。当初予定していたエピソードが没になったため、42章で一コマだけ登場する背景キャラクターとなってしまった。
ジライヤ
若いながらファイティングニンジャの異名を持つニンジャファイター。当初予定していたエピソードが没になったため、42章で一コマだけ登場する背景キャラクターとなってしまった。
ヤパーナ王
サクヤ姫の父親でヤパーナの王。玉のような体型をしている。魔黒騎士により、娘ともどもその身柄をアルシリア軍に拘束されてしまった。戦闘能力は皆無らしく、シモンズいわく「捕まえるのが一番楽だった」。

### マクノイス魔法皇国
アザラーク＝M＝マクノイス
- 必殺技：「ペインゲートアベンジャー」

マクノイス魔法皇国の皇子。魔法騎士団代表。極端に内気な性格からか、言動が不気味で、それはジェダが「本当に皇子なのか？」と疑問を感じるほど。しかし、魔法騎士としての腕と潜在マナは一流といわれる。アルマ姫にはかなり好意を抱いているよう。最終話では、ミサ皇女と一緒に、マクノイス軍を率いて、アルマ率いる解放軍と合流し、最終決戦に挑んでいる。
ミサ＝M＝マクノイス
マクノイス魔法皇国の皇女。魔法騎士としての修行も積んでいる。兄と違って性格はいたって普通で、非常に兄想いである。アルシリア正規軍に捕えられる。最終話では、サクヤと一緒にジョニーに助け出されて以来、ジョニーに好意を抱いている。

### ワールーク帝国
バルトハルト＝ワールーク
- 必殺技：「ゴッドキャノン」、「粉砕鉄拳ゴッドパンチ」

ワールーク帝国の武征皇太子にして機工騎士団の代表。騎士団一の冷静さを持つと言われているが、尊大で強引な態度の人物。新人騎士大会開催直後にルーラーの攻撃を受けて、あっさり戦闘不能になってしまう。最終話では、ワールーク軍を率いて、アルマ率いる解放軍と合流して、最終決戦に挑んでいる。
ワールーク皇帝
バルトハルトの父親であり、ワールーク帝国の皇帝。シグルドによれば、マクノイス魔法皇国・ギスカーン帝国と共謀してアルシリア侵攻を企てていたとされるが、その真偽は不明。魔黒騎士により、その身柄はアルシリア軍に拘束されてしまった。

### ギスカーン帝国
ジン＝ギスカーン
- 必殺技：「魔暴闘風」

ギスカーン帝国の皇子で伝説の武道王チンジャオ老師の子孫。今回の新人騎士大会の代表にしてアルマ姫の婚約者候補。皇族の血をひいているのもあり彼の国の武闘兵団の中でも飛び抜けた実力を持つと言われている。自称が「オレ様」であるなど高飛車な印象を受けるが小柄な見た目の通り性格や思考は子供で、アルマ姫にも軽く手玉にとられている。最終話では、アンニン嬢と一緒に、ギスカーン軍を率いて、アルマ率いる解放軍と合流し、最終決戦に挑んでいる。
ギスカーン大帝
ギスカーン帝国の大帝であり、ジンの父親。巨漢であり、「拳帝」と呼ばれほどの実力を持ち主。完全武装の女王騎士が数人がかりでも勝てないほどの猛者。シグルドによれば、マクノイス魔法皇国・ワールーク帝国と共謀してアルシリア侵攻を企てていたとされるが、その真偽は不明。
魔黒騎士の一人ヴァレリーに敗れ、その身柄をアルシリアに拘束される。
アンニン嬢
ジン皇子の付き人をしていると思われる少女。ギスカーン帝国三武人のひとり、バンバン爺の弟子。当初予定していたエピソードが没になったため本編では単なる背景キャラクターとなる。

### 騎獣
ギィ
エルトの騎竜。分類上は風の竜王種リンドブルム。「ギィ!」と鳴くからという理由でエルトに命名された。女王騎士団入団試験の二次試験「デス・トライアスロン」の後半、幼竜だったギィは住処の山で試験中のエルトと出会う。魔黒装「応えるもの（アンサラー）」に誑かされたルカに親竜を殺され、自身も殺されそうになったが、エルトとイージスによって助けられた。それによってエルトに懐いたが、エルト達は試験中であったため、別れることに。その後、エルムガンドにある竜の巣窟「竜の路地裏」に居座り、他の竜を圧倒するような強さを身につける。竜王種としての強力な力で周りの竜族や竜騎士も跳ね除けていたようだが、それは恩人であるエルトを待っていたという理由に他ならない。やがて、エルトが「竜の路地裏」にやって来たことで再会を果たし、彼の騎獣となる。僅か三日でエルトが乗りこなしていたり、ファイアランスに取り付いた「束縛するもの【ルーラー】」にエルトが敗れた時に庇うなど、その相性は良く、深く信頼している事がうかがえる。エルトを庇って負傷した際に片翼を失い、エルトに担がれていたが、瀕死のゼフィロードより魂を受け継ぎ復活する。後にエルトやアルマ姫を脱出させるために再び姿を現す。
竜王ゼフィロード
金色の巨竜で、代々のエルムガンド公主が契約するという竜王。人語すら扱え、竜回復（ドラゴニックヒーリング）と言う回復技まで操る事から、長い年月を生きてきた事がうかがえる。リューファイナル同様、リューガのことを気にかけている。二人の魔黒装使い（カルマ、ルカ）に襲われ、敗北を喫する。エルトに発見された時にはリューファイナル共々瀕死の重傷であった。公王と共に残り僅かなマナを燃やし、エルトとギィに自らの魂を受け継がせた。
ファイアランス
幼少の頃からリューガと共に育った竜で、リューガの騎竜。曲がった二本の角を持つ一般的な形状のドラゴンで、頭部に槍の装着された兜を装着している。エルトに嫉妬したリューガによって「束縛するもの」を取り憑かされてしまう。エルトたちとの戦いに敗れ、「束縛するもの（ルーラー）」から開放された後、各国の新人騎士たちが放った攻撃からリューガをかばい、瀕死の重傷を負うが、リューファイナルゴーストと我竜転生することでリューファイナルランスとして復活。リューガを見守りつづけることとなる。
ジェットバンニール
ジェダの騎獣。有翼鷲頭の獅子「グリフォン」である。
ゴッドワールーク
ワールーク皇太子バルトハルトの騎獣。スレイプニルを模した六本足の馬型ロボット。
虎王丸
ギスカーン帝国ジン皇子の騎獣。白王虎と呼ばれる、有翼の白い虎。
リンカネイト
マクノイス皇子アザラークの騎獣。竜と山羊と獅子の頭と蝙蝠の翼を持つ合成魔獣である。
ヒメガミ
ヤパーナのサムライナイト、アスカの駆る騎獣。鹿のような幻獣。

## 用語
女王騎士【クイーンナイト】
アルシリア最精鋭にして、列国最強を謳われる騎士。国籍・身分を問わない極めて厳格な実力主義を採用しており、試験内容の苛烈さでも知られている。モットーは「絶対無敵 究極正義」。この一見有り得ない標語を実践する圧倒的な実力と鉄の規律を遵守する精神力を求められる。
女王騎士入団試験【クイーンナイトにゅうだんしけん】
女王騎士選定のために開催される試験。5年に1度開催される。15歳以上20歳未満と年齢制限があるため、事実上、試験を受ける機会は一生に1度きりということになる。
エルト達が参加した回を例に取ると、各国から集まった数万人の受験者も、受験以前に心の鏡（後述）で振るい落とされる。その後、女王騎士聖典から出題される筆記試験、実技試験を経て、命を賭した最終試験によって合格者を決定した。しかしこの試験は魔黒騎士に適した人材を確保するという裏の目的も含まれていた。
マナ
万物に宿るという根源的エネルギー。本作でのマナの概念と必ずしも一致するわけではないが、マナの項も参照の事。
聖騎装【エンチャントギア】
女王騎士の標準装備品。五つのランクに分けられており、一般級（ノーマルクラス）、上級（ハイクラス）、個人用特別級（スペシャルカスタマイズクラス）、六大聖騎装（グラン・エンチャントギアクラス）、伝説級（レジェンドクラス）となっている。
女王の剣【クイーンセイバー】
女王騎士の基本武器。普段は女王騎士の証である十字架状の装飾品だが、これにマナを込めると持ち主ごとに違った形状の武器に変化する。大剣や長剣、日本刀、槍、ツインランサー、ガリアンブレード等の様々な形に変化し、特に決まった形は存在しないようである。なお、王＝道がよく使用する遥か彼方の敵を貫くことができる「万里剣」はクイーンセイバーを用いた基本技の一つ。
光弾の篭手【ブリューナク】
マナを込めて使用者の意志をトリガーとして拳状の光弾を発射できるオリハルコン製の篭手。形は多種多様。エルトにとっては命を助けられた馴染み深い聖騎装であり、飛空挺が魔物に襲われた際にシャロンの装備品を借り受け、一発の使用でボロボロにさせてしまうなど彼の潜在能力を示したギアでもある。名称の由来はケルト神話における光の神ルーの持つ槍による。
双頭竜【アルトロン・ブリューナク】
嘗て女王騎士だったジーク＝グラムの為に特別に作られた光弾の篭手。左右一対構成であるが故に、各々の威力を極限まで高めている。その事で通常の光弾の篭手と比較して扱いも難しく、マナ消費も桁違いに大きい。その為、並みの者に一発撃つだけでもかなり苦労する名付け親は王＝道。女王暗殺犯とされているジーク専用聖騎装である為武器庫の奥に固く厳重に封印されていたが、自身がエルトを呼ぶかの如く引き寄せ勝手に封印が解けてしまうが、王＝道との決闘により双頭竜の使用を許可される。
イクステンドテイル
アルマ姫が二次試験でエルト達3人との戦いの際に使用した聖騎装。女王騎士になったキャロルも使用。注ぎ込むマナの量により攻撃力が増加する鞭。
心の鏡【クルタナ】
受付試験で使われた聖騎装の一種。見た目はただの剣の柄だが、一定量以上のマナを込めると心の形を象徴した刃が出現する。他の聖騎装に比べて必要なマナがかなり少量で済む。受験受付試験の際、女王騎士に一番必要な要素であるマナを持っているか見る為、そして大量過ぎる受験者を一気にふるい落とすのに使われた。エルトの場合はアルマ姫への強い想いが具現化、会場の天井をぶち破り天高く伸びるほどの巨大なハート型の刃が表れ、試験官達を唖然とさせた。
タスラムアロー
マナを矢として放つ弓。途中で拡散する矢を放ち複数を撃ち抜くことも可能で、また使用者の意思で自在に弾道のコントロールが可能。主にクリスが好んで使用。
見えざる障壁【インヴィジブルシールド】
片腕に装備する盾。マナを注ぎ込むことで攻撃を弾くエネルギーフィールドを張る事が出来る。ただし耐久限度はあるので頼り切るのは得策ではない。エルト、イージスが使用。
女王の腕【クィーン・ガントレット】
つい最近完成した篭手型の聖騎装で、女王の剣に代わる装備品になるのではと評価されるほどに完成度は高い。腕の強化と回復機能を併せ持ち、さらに種類によって装備されている武器が異なる。女王騎士団入団試験追試においてデータを集めるためプロトタイプの二つをジェダとピエールに装備させた。結果、問題無しと判断されたのか、現在も女王騎士になった彼らの主要武器としてそのまま使用されている。
ジェダの女王の腕は数本の刃が飛び出す接近戦型、ピエールの女王の腕はマナを放てる遠距離戦型。剣状のクイーンセイバーを弾き飛ばす程の装甲を持つ。
俊足の具足【セブンリーグブーツ】
足に装備する聖騎装。驚異的なスピードで移動することが可能になる。劇中ではエルト、イージス、クリスが使用。
千里眼【クラヴェオンス】
眼（?）に装着する聖騎装。使用者の意思で双眼鏡のように遠くを見ることができる。ナイアスが使用。
エア・フォン
携帯電話のような形をした通信用聖騎装。風のマナの力を借りることで離れた場所にあるエア・フォンと通信ができる。ただし、風のマナが届かない所とは通信できないので万能ではない。なお、使用するマナは通信をかける側持ちである。
フライパンアタック
試作の強襲型聖騎装。アダムスキー型UFOを髣髴とさせるデザインの乗り込み形聖騎装で、複数の聖騎装を装着できるらしい。しかし、クリスの裏拳一発で吹き飛ばされているところから、まだまだ実用段階ではない。
妖精の軌跡【フェアリーテイル】
防御用の聖騎装。"見えざる障壁"のように直接装備するのではなく、使用者の周囲を浮遊させ、遠隔操作して攻撃から身を守る。それ故、騎竜などに乗りながらでも使用することができる。エルトはこれをただ防御用にするのではなく、一時的にギィから乗り移ることで相手の裏をかいた。
魅惑の変身願望【コスプレイヤー】
潜入作戦用試作聖騎装。マナを込めて念じることで一定時間念じた姿になれる。外観は、少女向け玩具の魔法のステッキみたいな形態である。実は「してはいけない使い方」がある。
全身鎧聖騎装備【アーマード・ギア】
マナボーグ専用の乗り込み形の聖騎装。五体が合体することによって巨大兵士となる｡ナイアスが使用。
天翼剣ブリュンヒルド
六大公爵家の一つブリュンヒルデ家の当主が装備する、六大聖騎装【グラン・エンチャントギア】のひとつ。形状は、巨大な盾、巨大な剣、そして巨大な翼を持った鎧。現在はシグルド・ブリュンヒルデが装備する。
絶槍斧ヴァンニエル
六大公爵家の一つバンニール家の当主が装備する、六大聖騎装【グラン・エンチャントギア】のひとつ。形状は、宙を自在に舞う槍にもなりうる巨大な5本の細長い斧と斧状の翼を持った鎧。所有者であったキルツ・バンニールが死した後は息子のジェダに受け継がれた。
クイーン・キャッスル
現在確認されている聖騎装の中で最大のもので、正体はアルシリア城そのものである。上空彼方までの飛行可能な移動要塞として運用することが出来、城の主塔が絶大な威力を有する主砲として機能する。
女王の鍵
代々の女王が使用する杓杖。通常はアルマ姫の背丈2倍はある大きさだが、マナによって小さくして携帯することも可能。正統王位継承者の証並びに王権を象徴するものとされており、これをもつ者が正統な女王として認められる。
魔黒装【ダークギア】
欲望を力に変える武具のことで極めて禍々しい漆黒のマナを放つ。外見的には血走った眼球がどこかに存在するのが特徴。すべてのマナを吸収し良質なマナを欲っし自己進化能力を持つ。それぞれが異なった自我を有しており基本的には優れた使い手を求め行動するが、そのアプローチは様々。その戦闘力は列国の王族を圧倒する程とされるが、その危険性は各所で指摘されている。この特徴は全て上級の魔黒装に見られるもので、下級のものはあらゆる面で機能が劣り、自我を持っているかも怪しい。反面、使い手の欲望に魅かれ、融合を果たすなど想定していない新たな機能を発現した。
魔王装はじまりしもの【ダーク・ロード・ギア・インフリクター】
最初に創られた魔黒装。以下の魔黒装は破壊された魔王装の欠片から創られ、真なる魔黒装【フラグメント・ダーク・ギア】と呼ばれる。
応えるもの【アンサラー】
ルカに宿った魔黒装。通常時の形状は左手と一体になった湾曲した片両刃大剣で、彼の感情が激しい時は両刃の異形大剣となる（※片両刃：史実に存在する小烏丸と同様に、片刃剣の特徴を持たせたまま、部分的に両刃を実現している刃を指す）。魔黒装自体の性格は比較的主を立てる奥ゆかしい性格。宿主のルカが魔黒騎士となり再登場したときには多くの人命を吸い尽くしていたので形状が異様に変化するが最終的に自らナイフで左腕を落とし終わらしている。
刈りとる刃【ハーヴェスター】
ジェダに宿り、その後カルマに宿った魔黒装。形状は右手と一体になった巨大な鉤爪。自己主張が強く、貪欲にマナを求める性格。
束縛するもの【ルーラー】
ラリーを宿主とした魔黒装として登場。普段は鎧として主を守っているが、主の力が衰えると自我が目覚め、その肉体を支配する。鋭い触手を伸ばし、敵のマナを吸収する。性格は粗暴そのもの。
王＝道に傷を負わされたためラリーから離れ逃げ出したが、その後はイゥエン、シモンズの仲介によってリューガの愛竜ファイアランスに取り憑くこととなるが、リューガがエルトに敗れるとシグルド＝ブリュンヒルデを宿主とした。
送葬手【コンダクター】
シモンズが使用する魔黒装。巨大な手甲のような形をしており、掌の中央に眼を宿している。シモンズの両肩に装着されており、第三、第四の腕として使う事も可能。糸のようにしたマナを目標物に取り付かせて操る「憑依操装（ゴーストハック）」という能力を持つ。

## 国家・組織
アルシリア王国
エルトたちが住む王国。代々女性の王によって治められており、女王に忠誠を誓う女王騎士の力によって平和を保っている。小国ではあるが大陸のほぼ中央に位置しており、戦略上の要地であるため各国から重視されている。女王騎士による軍事力や、クイーン・アルテリーナの卓越した外交手腕によって、周囲の大国と互角の存在と認められていたが、女王亡き後は独立が危ぶまれるようになる。そのため、世界新人騎士大会終了後、第二王女イルマ姫らによって、エルムガンド公国に対し攻撃を仕掛けた。表向きの理由はマクノイス・ギスカーン・ワールークが結んだというアルシリア侵攻のための密約を察知したためと主戦派は語る。
マクノイス魔法皇国
アルシリアと接する大国の一つ。魔剣術と呼ばれる技を使う魔法騎士が存在する。優れた魔法技術を誇り、魔法鉱物の生産も大陸一である。
ワールーク帝国
アルシリアと接する大国の一つ。機械工学に優れており、マナをエネルギーとして最初に扱えるようにした国家。マナをエネルギーパック化した特殊装備を操る機工騎士によって守られており、機工騎士団の統率力は世界一と言われている。
ギスカーン帝国
アルシリアと接する大国の一つ。広大で豊かな国土を持つ国家で、農作物の生産量は世界屈指。素手による格闘術を使う武闘兵団を所有している。
エルムガンド公国
アルシリアと接する大国の一つ。山岳地帯を領土とし、大陸で最も多くの竜が住んでいる国。竜を操る竜騎士【ドラグーン】によって構成された騎士団を所有している。文化の中にも竜が浸透しており、王や大臣らは竜を模した仮面や服装をしている。
ヤパーナ国
アルシリアと接する大国の一つ。四つの島によって形成された海洋国家。首都は神都サガ（佐賀とサガシリーズのパロディ）。カタナソードを使う侍ナイトや、暗殺能力に長けた忍者【ニンジャファイター】と呼ばれる騎士たちによって守られている。
イヌオの母方の故郷でありハラキーリ（腹切）やシュートーメ（姑）なる言葉が存在する。
神聖アルシリア帝国
上記の5大国にアルシリア王国が侵攻、制圧した結果生まれた大陸統一国。初代アルシリア帝国女帝はイルマ。最初の数年こそ平和だったが、後に初代女帝となったイルマが狂気をあらわにして恐怖政治を行うようになる。

## 最終回について
『月刊少年ガンガン』2007年12月号において最終回を迎えることとなった本作であったが、その終わり方はたった一話で今までのすべての伏線を回収（前号のラストからいきなり5年の月日が流れた上、重大な謎や強敵との対決を数コマから1ページ程度で消化する等）し、主人公達が最終決戦に向かうところで終了するという内容であった。

さらに、最後のページの「エルトの愛がアルマを救うと信じて…！」というアオリ文が、増田こうすけの漫画『ギャグマンガ日和』の無茶苦茶な打ち切り展開マンガをネタにしたエピソード「ソードマスターヤマト」の「ヤマトの勇気が世界を救うと信じて…！」というアオリ文そのものだということで話題となり、「リアルソードマスターヤマト」「ソードマスターエルト」などと呼ばれることとなった。

なお、単行本最終巻では少なからず追加や文章化をする形で完結させている。

また、下村が『まんがタイムスペシャル』（芳文社）で連載していた4コマ漫画「シュガービーチ」最終回においても「みなと（主人公）の愛がビーチバレー部を救うと信じて…!!」というアオリ文が掲載されている。

## 書籍情報
1. 2004年1月22日発売 ISBN 9784757511255[14]
2. 2004年6月22日発売 ISBN 9784757512214[15]
3. 2004年11月22日発売 ISBN 9784757513211[16]
4. 2005年4月22日発売 ISBN 9784757514119[17]
5. 2005年9月22日発売 ISBN 9784757515246[18]
6. 2006年1月21日発売 ISBN 9784757516083[19]
7. 2006年6月22日発売 ISBN 9784757516823[20]
8. 2006年9月22日発売 ISBN 9784757517394[21]
9. 2007年1月22日発売 ISBN 9784757519213[22]
10. 2007年6月22日発売 ISBN 9784757520141[23]
11. 2007年10月22日発売 ISBN 9784757521315[24]
12. 2008年3月22日発売 ISBN 9784757522381[25]